# Kajakarstwo na Letnich Igrzyskach Olimpijskich 2020 – K-1 500 m kobiet
K-1 500 metrów kobiet to jedna z konkurencji w kajakarstwie klasycznym rozgrywanych podczas Letnich Igrzysk Olimpijskich 2020. Kajakarki rywalizowały między 4 a 5 sierpnia na torze Sea Forest Waterway.

## Terminarz
Wszystkie godziny są podane w czasie tokijskim (UTC+09:00)
| Data            | Godzina |              |
| --------------- | ------- | ------------ |
| 4 sierpnia 2021 | 10:40   | Eliminacje   |
| 4 sierpnia 2021 | 12:50   | Ćwierćfinały |
| 5 sierpnia 2021 | 09:58   | Półfinały    |
| 5 sierpnia 2021 | 12:16   | Finały       |

## Wyniki

### Eliminacje
Trzy najlepsze kajakarki z każdego wyścigu awansowało do półfinałów, pozostałe zawodniczki awansowały do ćwierćfinału.
Bieg 1
| Pozycja | Tor | Zawodniczka      | Kraj            | Czas     | Uwagi |
| ------- | --- | ---------------- | --------------- | -------- | ----- |
| 1.      | 3   | Hermien Peters   | Belgia          | 1:47,959 | SF    |
| 2.      | 2   | Teresa Portela   | Portugalia      | 1:48,727 | SF    |
| 3.      | 1   | Jule Hake        | Niemcy          | 1:48,758 | SF    |
| 4.      | 4   | Isabel Contreras | Hiszpania       | 1:49,256 |       |
| 5.      | 5   | Milica Novaković | Serbia          | 1:49,802 |       |
| 6.      | 6   | Yin Mengdie      | Chiny           | 1:52,760 |       |
| 7.      | 7   | Emily Lewis      | Wielka Brytania | 1:55,743 |       |

Bieg 2
| Pozycja | Tor | Zawodniczka       | Kraj       | Czas     | Uwagi |
| ------- | --- | ----------------- | ---------- | -------- | ----- |
| 1.      | 1   | Anja Osterman     | Słowenia   | 1:49,402 | SF    |
| 2.      | 3   | Justyna Iskrzycka | Polska     | 1:49,893 | SF    |
| 3.      | 5   | Wolha Chudzienka  | Białoruś   | 1:50,732 | SF    |
| 4.      | 4   | Brenda Rojas      | Argentyna  | 1:54,541 |       |
| 5.      | 7   | Julija Jurijczuk  | Ukraina    | 1:57,532 |       |
| 6.      | 6   | Francesca Genzo   | Włochy     | 1:59,712 |       |
| 7.      | 2   | Natalya Sergeyeva | Kazachstan | 2:01,374 |       |

Bieg 3
| Pozycja | Tor | Zawodniczka              | Kraj                        | Czas     | Uwagi |
| ------- | --- | ------------------------ | --------------------------- | -------- | ----- |
| 1.      | 5   | Linnea Stensils          | Szwecja                     | 1:48,144 | SF    |
| 2.      | 2   | Alyce Wood               | Australia                   | 1:48,572 | SF    |
| 3.      | 1   | Caitlin Regal            | Nowa Zelandia               | 1:50,297 | SF    |
| 4.      | 7   | Špela Ponomarenko Janić  | Słowenia                    | 1:50,498 |       |
| 5.      | 4   | Swietłana Czernigowskaja | Rosyjski Komitet Olimpijski | 1:52,311 |       |
| 6.      | 3   | Manon Hostens            | Francja                     | 1:53,668 |       |
| 7.      | 6   | Amira Kheris             | Algieria                    | 2:13,626 |       |

Bieg 4
| Pozycja | Tor | Zawodniczka       | Kraj            | Czas     | Uwagi |
| ------- | --- | ----------------- | --------------- | -------- | ----- |
| 1.      | 4   | Danuta Kozák      | Węgry           | 1:48,730 | SF    |
| 2.      | 5   | Emma Jørgensen    | Dania           | 1:49,231 | SF    |
| 3.      | 7   | Alyssa Bull       | Australia       | 1:49,416 | SF    |
| 4.      | 2   | Michelle Russell  | Kanada          | 1:51,081 |       |
| 5.      | 3   | Deborah Kerr      | Wielka Brytania | 1:51,375 |       |
| 6.      | 1   | Ana Roxana Lehaci | Austria         | 1:55,067 |       |
| 7.      | 6   | Samaa Ahmed       | Egipt           | 2:13,007 |       |

Bieg 5
| Pozycja | Tor | Zawodniczka           | Kraj      | Czas     | Uwagi |
| ------- | --- | --------------------- | --------- | -------- | ----- |
| 1.      | 2   | Tamara Csipes         | Węgry     | 1:48,790 | SF    |
| 2.      | 6   | Maryna Litwinczuk     | Białoruś  | 1:49,606 | SF    |
| 3.      | 1   | Marta Walczykiewicz   | Polska    | 1:50,184 | SF    |
| 4.      | 4   | Marija Powch          | Ukraina   | 1:50,489 |       |
| 5.      | 5   | Anamaria Govorčinović | Chorwacja | 1:52,015 |       |
| 6.      | 7   | Huang Jieyi           | Chiny     | 1:52,385 |       |
| 7.      | 3   | Lize Broekx           | Belgia    | 1:52,476 |       |

Bieg 6
| Pozycja | Tor | Zawodniczka            | Kraj                        | Czas     | Uwagi |
| ------- | --- | ---------------------- | --------------------------- | -------- | ----- |
| 1.      | 4   | Lisa Carrington        | Nowa Zelandia               | 1:48,463 | SF    |
| 2.      | 2   | Sabrina Hering-Pradler | Niemcy                      | 1:49,932 | SF    |
| 3.      | 3   | Viktoria Schwarz       | Austria                     | 1:51,750 | SF    |
| 4.      | 6   | Kira Stiepanowa        | Rosyjski Komitet Olimpijski | 1:55,180 |       |
| 5.      | 5   | Joana Vasconcelos      | Portugalia                  | 1:57,531 |       |
| 6.      | 1   | Anne Cairns            | Samoa                       | 2:03,667 |       |

## Ćwierćfinały
Pierwsze trzy zawodniczki z każdego z wyścigów awansowały do półfinału, pozostałe odpadły z rywalizacji.
Bieg 1
| Pozycja | Tor | Zawodniczka      | Kraj      | Czas     | Uwagi |
| ------- | --- | ---------------- | --------- | -------- | ----- |
| 1.      | 4   | Isabel Contreras | Hiszpania | 1:51,235 | SF    |
| 2.      | 3   | Manon Hostens    | Francja   | 1:54,095 | SF    |
| 3.      | 5   | Julija Jurijczuk | Ukraina   | 1:58,657 | SF    |
| 4.      | 6   | Anne Cairns      | Samoa     | 2:02,525 |       |
| 5.      | 7   | Samaa Ahmed      | Egipt     | 2:06,033 |       |

Bieg 2
| Pozycja | Tor | Zawodniczka              | Kraj                        | Czas     | Uwagi |
| ------- | --- | ------------------------ | --------------------------- | -------- | ----- |
| 1.      | 5   | Swietłana Czernigowskaja | Rosyjski Komitet Olimpijski | 1:49,323 | SF    |
| 2.      | 7   | Lize Broekx              | Belgia                      | 1:49,336 | SF    |
| 3.      | 4   | Brenda Rojas             | Argentyna                   | 1:51,822 | SF    |
| 4.      | 2   | Emily Lewis              | Wielka Brytania             | 1:51,996 |       |
| 5.      | 6   | Ana Roxana Lehaci        | Austria                     | 1:53,378 |       |
| 6.      | 3   | Joana Vasconcelos        | Portugalia                  | 1:56,622 |       |

Bieg 3
| Pozycja | Tor | Zawodniczka             | Kraj                        | Czas     | Uwagi |
| ------- | --- | ----------------------- | --------------------------- | -------- | ----- |
| 1.      | 6   | Yin Mengdie             | Chiny                       | 1:49,268 | SF    |
| 2.      | 4   | Špela Ponomarenko Janić | Słowenia                    | 1:49,680 | SF    |
| 3.      | 3   | Deborah Kerr            | Wielka Brytania             | 1:50,133 | SF    |
| 4.      | 5   | Kira Stiepanowa         | Rosyjski Komitet Olimpijski | 1:52,190 |       |
| 5.      | 2   | Huang Jieyi             | Chiny                       | 1:52,689 |       |
| 6.      | 7   | Natalya Sergeyeva       | Kazachstan                  | 1:55,776 |       |

Bieg 4
| Pozycja | Tor | Zawodniczka           | Kraj      | Czas     | Uwagi |
| ------- | --- | --------------------- | --------- | -------- | ----- |
| 1.      | 3   | Milica Novaković      | Serbia    | 1:49,348 | SF    |
| 2.      | 5   | Marija Powch          | Ukraina   | 1:50,769 | SF    |
| 3.      | 4   | Michelle Russell      | Kanada    | 1:51,375 | SF    |
| 4.      | 6   | Anamaria Govorčinović | Chorwacja | 1:53,967 |       |
| 5.      | 2   | Francesca Genzo       | Włochy    | 2:01,744 |       |
| 6.      | 7   | Amira Kheris          | Algieria  | 2:07,548 |       |

## Półfinały
Dwie pierwsze kajakarki z każdego półfinału awansowało do finału A, kajakarki z miejsc 3 – 4 awansowały do finału B, z miejsc 5 – 6 do finału C pozostałe odpadły z rywalizacji.
Półfinał 1
| Pozycja | Tor | Zawodniczka       | Kraj            | Czas     | Uwagi |
| ------- | --- | ----------------- | --------------- | -------- | ----- |
| 1.      | 4   | Tamara Csipes     | Węgry           | 1:51,698 | FA    |
| 2.      | 5   | Hermien Peters    | Belgia          | 1:52,829 | FA    |
| 3.      | 6   | Caitlin Regal     | Nowa Zelandia   | 1:53,495 | FB    |
| 4.      | 3   | Justyna Iskrzycka | Polska          | 1:53,899 | FB    |
| 5.      | 7   | Lize Broekx       | Belgia          | 1:54,489 | FC    |
| 6.      | 6   | Isabel Contreras  | Hiszpania       | 1:54,535 | FC    |
| 7.      | 1   | Deborah Kerr      | Wielka Brytania | 1:55,955 |       |

Półfinał 2
| Pozycja | Tor | Zawodniczka       | Kraj       | Czas     | Uwagi |
| ------- | --- | ----------------- | ---------- | -------- | ----- |
| 1.      | 4   | Danuta Kozák      | Węgry      | 1:52,016 | FA    |
| 2.      | 3   | Teresa Portela    | Portugalia | 1:52,557 | FA    |
| 3.      | 6   | Wolha Chudzienka  | Białoruś   | 1:52,755 | FB    |
| 4.      | 1   | Marija Powch      | Ukraina    | 1:53,659 | FB    |
| 5.      | 5   | Maryna Litwinczuk | Białoruś   | 1:56,386 | FC    |
| 6.      | 2   | Viktoria Schwarz  | Austria    | 1:56,475 | FC    |
| 7.      | 7   | Yin Mengdie       | Chiny      | 1:56,977 |       |
| 8.      | 8   | Julija Jurijczuk  | Ukraina    | 2:03,303 |       |

Półfinał 3
| Pozycja | Tor | Zawodniczka              | Kraj                        | Czas     | Uwagi |
| ------- | --- | ------------------------ | --------------------------- | -------- | ----- |
| 1.      | 4   | Linnea Stensils          | Szwecja                     | 1:51,902 | FA    |
| 2.      | 3   | Emma Jørgensen           | Dania                       | 1:52,931 | FA    |
| 3.      | 6   | Marta Walczykiewicz      | Polska                      | 1:53,860 | FB    |
| 4.      | 5   | Sabrina Hering-Pradler   | Niemcy                      | 1:54,140 | FB    |
| 5.      | 2   | Jule Hake                | Niemcy                      | 1:54,341 | FC    |
| 6.      | 1   | Špela Ponomarenko Janić  | Słowenia                    | 1:54,710 | FC    |
| 7.      | 8   | Michelle Russell         | Kanada                      | 1:55,549 |       |
| 8.      | 7   | Swietłana Czernigowskaja | Rosyjski Komitet Olimpijski | 1:56,066 |       |

Półfinał 4
| Pozycja | Tor | Zawodniczka      | Kraj          | Czas     | Uwagi |
| ------- | --- | ---------------- | ------------- | -------- | ----- |
| 1.      | 5   | Lisa Carrington  | Nowa Zelandia | 1:51,680 | FA    |
| 2.      | 3   | Alyce Wood       | Australia     | 1:53,079 | FA    |
| 3.      | 2   | Milica Novaković | Serbia        | 1:53,149 | FB    |
| 4.      | 6   | Alyssa Bull      | Australia     | 1:54,038 | FB    |
| 5.      | 4   | Anja Osterman    | Słowenia      | 1:54,235 | FC    |
| 6.      | 7   | Manon Hostens    | Francja       | 1:57,394 | FC    |
| 7.      | 1   | Brenda Rojas     | Argentyna     | 1:58,301 |       |

## Finały

### Finał C
| Pozycja | Tor | Zawodniczka             | Kraj      | Czas     | Uwagi |
| ------- | --- | ----------------------- | --------- | -------- | ----- |
| 17.     | 3   | Anja Osterman           | Słowenia  | 1:55,051 |       |
| 18.     | 4   | Jule Hake               | Niemcy    | 1:55,638 |       |
| 19.     | 2   | Isabel Contreras        | Hiszpania | 1:55,728 |       |
| 20.     | 1   | Špela Ponomarenko Janić | Słowenia  | 1:56,066 |       |
| 21.     | 5   | Lize Broekx             | Belgia    | 1:56,842 |       |
| 22.     | 6   | Maryna Litwinczuk       | Białoruś  | 1:57,057 |       |
| 23.     | 8   | Manon Hostens           | Francja   | 1:58,133 |       |
| 24.     | 7   | Viktoria Schwarz        | Austria   | 1:59,475 |       |

### Finał B
| Pozycja | Tor | Zawodniczka            | Kraj          | Czas     | Uwagi |
| ------- | --- | ---------------------- | ------------- | -------- | ----- |
| 9.      | 5   | Caitlin Regal          | Nowa Zelandia | 1:53,681 |       |
| 10.     | 1   | Sabrina Hering-Pradler | Niemcy        | 1:53,919 |       |
| 11.     | 2   | Justyna Iskrzycka      | Polska        | 1:54,086 |       |
| 12.     | 3   | Milica Novaković       | Serbia        | 1:54,458 |       |
| 13.     | 4   | Marta Walczykiewicz    | Polska        | 1:55,659 |       |
| 14.     | 6   | Wolha Chudzienka       | Białoruś      | 1:55,933 |       |
| 15.     | 7   | Marija Powch           | Ukraina       | 1:56,429 |       |
| 16.     | 8   | Alyssa Bull            | Australia     | 1:56,799 |       |

### Finał A
| Pozycja | Tor | Zawodniczka     | Kraj          | Czas     | Uwagi |
| ------- | --- | --------------- | ------------- | -------- | ----- |
| złoto   | 3   | Lisa Carrington | Nowa Zelandia | 1:51,216 |       |
| srebro  | 5   | Tamara Csipes   | Węgry         | 1:51,855 |       |
| brąz    | 1   | Emma Jørgensen  | Dania         | 1:52,773 |       |
| 4.      | 6   | Danuta Kozák    | Węgry         | 1:53,414 |       |
| 5.      | 4   | Linnea Stensils | Szwecja       | 1:53,600 |       |
| 6.      | 2   | Hermien Peters  | Belgia        | 1:53,716 |       |
| 7.      | 7   | Teresa Portela  | Portugalia    | 1:55,814 |       |
| 8.      | 8   | Alyce Wood      | Australia     | 1:57,251 |       |